# Kiyosato (Yamanashi)
Pour les articles homonymes, voir Kiyosato.
Kiyosato (清里, Kiyosato) est une localité de la ville d'Hokuto, préfecture de Yamanashi au Japon. C'est une station balnéaire très populaire.
La gare de Kiyosato (en) se trouve sur la ligne Koumi.

## Histoire
Durant l'époque d'Edo (1603-1868), le territoire de Kiyosato est administré directement par le shogunat Tokugawa. En février 1875, le village de Kiyosato est créé par la fusion des villages de Kashiyama (樫山村) et d'Asakawa (浅川村), dans le comté de Koma (ja). Le 19 décembre 1878, Kiyosato est placé dans le nouveau district de Kitakoma, par morcellement de l'ancien comté de Koma. Le 1er avril 1889, à l'adoption de la loi municipale moderne (ja), le village de Kiyosato est recréé. Le 30 septembre 1956, Kiyosato est intégré au village de Takane. Depuis le 1er novembre 2004, Takane et donc Kiyosato font partie de la ville de Hokuto.

## Honneur
L'astéroïde (5488) Kiyosato porte son nom.